# Division Nationale (1961/1962)
Sezon 1961/62 Division 1.

## Tabela końcowa
|    | Klub                   | Pkt | M  | Z  | R  | P  | G+ | G- | +/- |  | Komentarz                                                                 |
| -- | ---------------------- | --- | -- | -- | -- | -- | -- | -- | --- |  | ------------------------------------------------------------------------- |
| 1  | Stade de Reims         | 48  | 38 | 21 | 6  | 11 | 83 | 60 | +23 |  | Mistrz Francji Puchar Mistrzów                                            |
| 2  | RC Paris               | 48  | 38 | 21 | 6  | 11 | 86 | 63 | +23 |  |                                                                           |
| 3  | Nîmes Olympique        | 47  | 38 | 21 | 5  | 12 | 68 | 60 | +8  |  |                                                                           |
| 4  | FC Nancy               | 44  | 38 | 16 | 12 | 10 | 52 | 46 | +6  |  |                                                                           |
| 5  | UA Sedan-Torcy         | 43  | 38 | 16 | 11 | 11 | 63 | 49 | +14 |  |                                                                           |
| 6  | AS Monaco              | 43  | 38 | 17 | 9  | 12 | 65 | 57 | +8  |  |                                                                           |
| 7  | RC Lens                | 42  | 38 | 19 | 4  | 15 | 67 | 52 | +15 |  |                                                                           |
| 8  | SO Montpellier         | 39  | 38 | 15 | 9  | 14 | 69 | 64 | +5  |  |                                                                           |
| 9  | FC Rouen               | 38  | 38 | 14 | 10 | 14 | 57 | 56 | +1  |  |                                                                           |
| 10 | Stade Français         | 38  | 38 | 13 | 12 | 13 | 58 | 57 | +1  |  |                                                                           |
| 11 | Toulouse FC            | 38  | 38 | 16 | 6  | 16 | 62 | 61 | +1  |  |                                                                           |
| 12 | Stade Rennais          | 38  | 38 | 13 | 12 | 13 | 58 | 63 | -5  |  |                                                                           |
| 13 | OGC Nice               | 38  | 38 | 16 | 6  | 16 | 53 | 64 | -11 |  |                                                                           |
| 14 | Angers SCO             | 36  | 38 | 13 | 10 | 15 | 56 | 59 | -3  |  |                                                                           |
| 15 | RC Strasbourg          | 34  | 38 | 12 | 10 | 16 | 45 | 54 | -9  |  |                                                                           |
| 16 | Olympique Lyon         | 33  | 38 | 13 | 7  | 18 | 57 | 62 | -5  |  |                                                                           |
| 17 | AS Saint-Étienne       | 30  | 38 | 10 | 10 | 18 | 55 | 60 | -5  |  | Spadek do Division 2 Puchar Zdobywców Pucharów (zdobywca Coupe de France) |
| 18 | FC Sochaux-Montbéliard | 28  | 38 | 8  | 12 | 18 | 55 | 69 | -14 |  | Spadek do Division 2                                                      |
| 19 | Le Havre AC            | 28  | 38 | 7  | 14 | 17 | 34 | 57 | -23 |  | Spadek do Division 2                                                      |
| 20 | FC Metz                | 27  | 38 | 9  | 9  | 20 | 49 | 79 | -30 |  | Spadek do Division 2                                                      |

## Awans do Division 1
- FC Grenoble
- US Valenciennes-Anzin
- Girondins Bordeaux
- Olympique Marsylia (Puchar Miast Targowych)

## Najlepsi strzelcy
| Miejsce | Piłkarz               | Narodowość               | Klub             | Gole |
| ------- | --------------------- | ------------------------ | ---------------- | ---- |
| 1       | Touré Sékou           | Wybrzeże Kości Słoniowej | SO Montpellier   | 25   |
| 2       | Hassan Akesbi         | Maroko                   | Stade de Reims   | 23   |
| 3       | Michel Lafranceschina | Francja                  | RC Lens          | 20   |
| 4       | Casimir Koza          | Francja · Polska         | RC Strasbourg    | 19   |
| 5       | Fleury Di Nallo       | Francja                  | Olympique Lyon   | 18   |
| -       | José Parodi           | Paragwaj                 | Nîmes Olympique  | 18   |
| -       | Khennane Mahi         | Francja                  | Stade Rennais    | 18   |
| 8       | Roger Piantoni        | Francja                  | Stade de Reims   | 16   |
| 9       | Michel Stievenart     | Francja                  | Angers SCO       | 15   |
| -       | Jean-Jacques Marcel   | Francja                  | RC Paris         | 15   |
| 11      | Ginès Liron           | Francja                  | AS Saint-Étienne | 14   |
| -       | François Heutte       | Francja                  | RC Paris         | 14   |
| -       | Joseph Ujlaki         | Francja · Węgry          | RC Paris         | 14   |
| 14      | Nestor Combin         | Francja · Argentyna      | Olympique Lyon   | 13   |
| -       | Pierre Dorsini        | Francja                  | Toulouse FC      | 13   |